# 2024年世界水泳選手権ガイアナ選手団
2024年世界水泳選手権ガイアナ選手団は、2024年2月2日から2月18日までカタールのドーハで開催された第21回世界水泳選手権のガイアナ選手団、およびその競技結果。

## 選手団
- 人員: 選手 2人

## 選手名簿・結果
| 選手                 | 種目               | 予選      | 予選 | 準決勝   | 準決勝   | 決勝     | 決勝     |
| 選手                 | 種目               | 結果      | 順位 | 結果     | 順位     | 結果     | 順位     |
| -------------------- | ------------------ | --------- | ---- | -------- | -------- | -------- | -------- |
| レイクウォン・ノエル | 男子100m自由形     | 52秒59    | 70位 | 予選敗退 | 予選敗退 | 予選敗退 | 予選敗退 |
| レイクウォン・ノエル | 男子100mバタフライ | 56秒24    | 47位 | 予選敗退 | 予選敗退 | 予選敗退 | 予選敗退 |
| アレカ・パーソード   | 女子50m自由形      | 28秒62    | 71位 | 予選敗退 | 予選敗退 | 予選敗退 | 予選敗退 |
| アレカ・パーソード   | 女子100m自由形     | 1分02秒20 | 59位 | 予選敗退 | 予選敗退 | 予選敗退 | 予選敗退 |